# Râul Izvorul cu Pești
Râul Izvorul cu Pești este un afluent al râului Cosău. 

## Hărți
- Harta județului Maramureș
- Harta Munții Gutâi  Arhivat în 4 martie 2016, la Wayback Machine.